# نور فرحان محمد
نور فرحان محمد (بالملايوية: Mohd Nor Farhan Muhammad) هو لاعب كرة قدم ماليزي في مركز نصف الجناح، ولد في 19 ديسمبر 1984 في Wakaf Tapai ‏. شارك مع منتخب ماليزيا تحت 23 سنة لكرة القدم ومنتخب ماليزيا لكرة القدم. أما مع النوادي، فقد لعب مع نادي ترغكانو ونادي كلنتن.

## وصلات خارجية
- نور فرحان محمد على موقع قاعدة بيانات كرة القدم.إي يو (الإنجليزية)
- نور فرحان محمد على موقع ناشيونال فوتبول تيمز (الإنجليزية)
- نور فرحان محمد على موقع Soccerway.com (الإنجليزية)